# Carrizal (Venezuela)
Carrizal es una localidad venezolana, capital del municipio del mismo nombre, ubicada en los Altos Mirandinos en el Estado Miranda, Venezuela. Es una de las principales ciudades de Miranda y forma parte de los Altos Mirandinos y a su vez es una ciudad dormitorio de Caracas. Posee una zona industrial bastante desarrollada debido al auge de la Carretera Panamericana, la cual bordea la población, posee dos centros comerciales muy reconocidos a nivel nacional como lo son La Cascada y La Casona. Para 2023 tenía una población de 85 416 habitantes.

## Etimología
El nombre Carrizal proviene de una especie vegetal característica de la región conocida como carrizo, una planta gramínea que crece de forma silvestre en zonas húmedas y ribereñas. Esta especie puede alcanzar hasta tres metros de altura y se distingue por su flor en forma de espiga, de tonalidad amarillenta, que le otorga un aspecto distintivo en el paisaje local.
La abundancia de carrizos en los alrededores del antiguo caserío motivó a sus primeros habitantes a denominar el lugar El Carrizal, nombre que con el tiempo se consolidó como la identidad oficial del poblado.

## Geografía física
Está emplazada a 1300 m de altitud en la cordillera de la Costa. Este municipio se encuentra ubicado en la localidad de San Antonio de Los Altos y constituye un punto cercado a la localidad de Los Teques, se tienen planes para conectarla a la red del Metro de Los Teques.

## Historia

### Época colonial
En febrero de 1571, Juan de Guevara, teniente del gobernador de Caracas, le concede a Andrés González, una encomienda en Los Altos, la cual incluía entre otros, los territorios de Epoima y Acaguaima. Para finales del siglo XVII, comenzó a formarse un caserío al que sus habitantes denominaron El Carrizal, por la presencia de Carrizo, planta gramínea muy abundante por estos lados. Sus primeros colonos eran en su mayoría canarios.
Fue creciendo el caserío con la presencia de criadores de ganado y agricultores. Es famosa lucha que establecieron los habitantes del caserío para lograr su parroquia eclesiástica, objeto logrado el 17 de abril de 1826.
El 12 de febrero de 1827, Don José Manuel Álvarez donó al poblado, una gran extensión de tierras de su propiedad, para las creación y el sostenimiento de una escuela y para la agricultura. Parte del dinero que generaran esas actividades, eran para sufragar los gastos de la escuela. Desde entonces Carrizal se destacó por la producción de café, flores, verduras y frutos menores.

## Demografía
La población (según estimaciones para 1997) es de 40.062 habitantes. Para el censo del año 2001, el municipio Carrizal poseía una población de 41.103 habitantes y para el año 2023 se estima que posee un a población de  85.416 en una superficie de 32 km².Urbanismo
Carrizal, se presenta hoy en día como una de las ciudades satélites-dormitorios de Caracas, cuenta con vías de acceso muy estrechas y sobre-saturadas de automóviles, ya que es paso obligatorio para acceder a la ciudad de Los Teques (En gran parte esta última cubre las deficiencias en servicios públicos).
Se ha expandido de forma desordenada, sus diferentes desarrollos sociales, presentan grandes deficiencias en cuanto a su utilización y su cercanía con las poblaciones que realmente lo necesitan.

## Organización territorial
- Montaña Alta: es una zona que posee un uso residencial multifamiliar (edificios), se puede llegar a través de la carretera Panamericana frente al C.C. La Cascada

- Colinas de Carrizal: Es una urbanización que tiene su origen por los años 50, en la dictadura de Marcos Pérez Jiménez, esta Urbanización contaba con la Laguna artificial más grande de América del Sur, llamaba el Espejo Azul. Su principal uso es el residencial unifamiliar (casas-quintas) y en ella se encuentra ubicado el club Pan de Azúcar y el acuario Agustín Codazzi. Esta urbanización se divide a su vez en sectores entre los cuales tenemos: El mirador, Los Caneyes, Araguaney, Pan de Azúcar, Cerro Grande, El Golf, AVP, Mucuritas, Bosquesito, entre otros.

- José Manuel Álvarez: Es un barrio situado en la entrada de la carretera que va hacia el pueblo. Tiene una población más o menos de la cuarta parte de habitantes y es considerado un sector medio para la calidad de vida de sus pobladores. Tiene desde quintas medianas, hasta casas de escasos recursos.

## Transporte

### Transporte por carretera
Las vías de acceso a Carrizal más comunes son: la vía de la Mariposa - San Diego - San Antonio, Los Teques-Carrizal, y la carretera Panamericana.

## Lugares de interés
Entre los parques más importantes tenemos el Parque Paramacai y el Acuario Agustín Codazzi ubicado en las inmediaciones de la urbanización Colinas de Carrizal, aparte de estos, también se cuenta con varios centros comerciales que atraen a los pobladores de la zona y también a los turistas provenientes de otras ciudades del país, algunos de ellos son: CC La Cascada, CC La Casona, entre otros.